# Закон роста производительности труда
Закон роста производительности труда — общий экономический закон, определяющий экономию труда: издержки производства постоянно падают, а труд постоянно становится производительнее.

## Определение
Согласно БСЭ закон роста производительности труда — это общий экономический закон, определяющий экономию труда, т. е. снижение необходимого времени на производство единицы продукции, снижение её стоимости. 
Степень целесообразной производительной деятельности определяется уровнем производительности труда. С целью стимулирования роста производительности труда используется материальное и моральное стимулирование.